# Ralph Warren Dexter
Pour les articles homonymes, voir Dexter.
Ralph Warren Dexter est un ornithologue américain, né le 7 avril 1912 à Gloucester (Massachusetts) et mort le 29 octobre 1991 à Kent (Ohio).

## Biographie
Il est très jeune passionné par les mollusques, les crustacés et la faune benthique qu’il découvre sur la côte du Cape Ann, à proximité de sa maison. Il s’oriente à 16 ans vers l’étude des oiseaux. Il obtient son Bachelor of Sciences en 1934 à l’université du Massachusetts. En 1938, il obtient son doctorat à l’université de l'Illinois à Urbana-Champaign, avec une thèse sur les interactions des communautés marines dans l’estran de Cape Ann.
En 1937, il entre à la Kent State University où il enseignera quarante-cinq ans l’écologie, la zoologie de terrain et l’histoire de la biologie. Il se marie en 1938 avec Jean Westwater. Il s’intéresse alors aux populations de martinet ramoneur, Chaetura pelagica (Linnaeus, 1758), qui nichaient dans les cheminées du toit de la faculté de biologie. À partir de 1944 et jusqu’à la fin de sa vie, il se consacre à l’étude de tous les oiseaux qui nichaient dans ces cheminées. Il étudie ainsi le moineau domestique, Passer domesticus (Linnaeus, 1758), la chouette effraie, Tyto alba (Scopoli, 1769), le Grosbec errant, Coccothraustes vespertinus (W. Cooper, 1825) ou l’engoulevent d'Amérique, Chordeiles minor (J.R. Forster, 1771). Outre plusieurs récompenses, son université reconnaît son travail de recherche en utilisant la silhouette du martinet ramoneur dans le sceau officiel.
Dexter est vice-président et président de l’Union malacologique et membre de diverses sociétés savantes comme l’American Association for the Advancement of Science, l’Ohio Academy of Sciences, l’American Ornithologists' Union et d’autres organisations ornithologiques.

## Source
- Edward H. Jr. Burtt (1992). In Memoriam : Ralph Warren Dexter, 1912-1991. The Auk, 109 (4) : 906.